# Irina Gărdescu

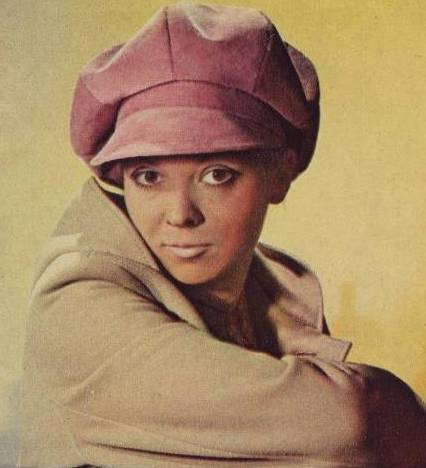
Irina Gărdescu

Irina Gărdescu (* 26. Februar 1947 in Bukarest) ist eine rumänische Schauspielerin.
Gărdescu ist die Tochter des Schauspielers Nicolae Gărdescu und war eine der wenigen Darstellerinnen ihrer Generation, die nicht die Bukarester Schauspielakademie absolvierten. Ihren Durchbruch schaffte sie neben Silvia Bădescu und Anton Tauf in Die letzten Tage der Kindheit. 1975 ging sie nach New York und gab die Schauspielerei auf.

## Filmografie (Auswahl)
- 1969: Die letzten Tage der Kindheit (Ultima noapte a copilariei)
- 1970: Kampf der Könige (Mihai Viteazul)
- 1974: Untersuchung auf der Werft (Trei scrisori secrete)